# Малый Николаевский дворец
Ма́лый Никола́евский дворе́ц — трёхэтажное здание, располагавшееся с 1775 по 1929 год в Кремле на углу Ивановской площади. Служил резиденцией императорской семьи в Москве до строительства Большого Кремлёвского дворца.
С 1744 года здание находилось в ведомстве Синода и служило жилым домом главы Московской епархии. В 1771-м архиерейские хоромы сильно пострадали во время Чумного бунта и на их месте построили дворец в классическом стиле для митрополита Платона. После его смерти здание было выкуплено для личной резиденции Николая I. После 1917 года здание перешло в ведомство пулемётных курсов по подготовке командного состава РККА. В 1929-м дворец демонтировали вместе с прилегающими к нему Чудовым и Вознесенским монастырями, на его месте был возведён 14-й корпус Кремля.

## История

### Архиерейский дом
Предположительно, в начале XIV века на территории Малого Николаевского дворца располагался татарский конюшенный двор. В 1365 году земля была передана в дар московскому митрополиту Алексию, который возвёл на большей части участка Чудов монастырь. Во времена правления Ивана III оставшуюся площадь заняли хоромы князя Юрия Дмитровского, приходящегося царю братом.
Осенью 1560 года, во время правления Ивана Грозного, дом Юрия Дмитровского снесли и на его месте построили палаты князя Углицкого Юрия Васильевича. После его смерти в 1563-м хоромы выкупил воевода и окольничий боярин Иван Шереметьев, отдав за участок на территории Кремля непомерно большую для того времени сумму — 7800 рублей. В царствование Михаила Романова владение принадлежало крупному землевладельцу Борису Морозову.

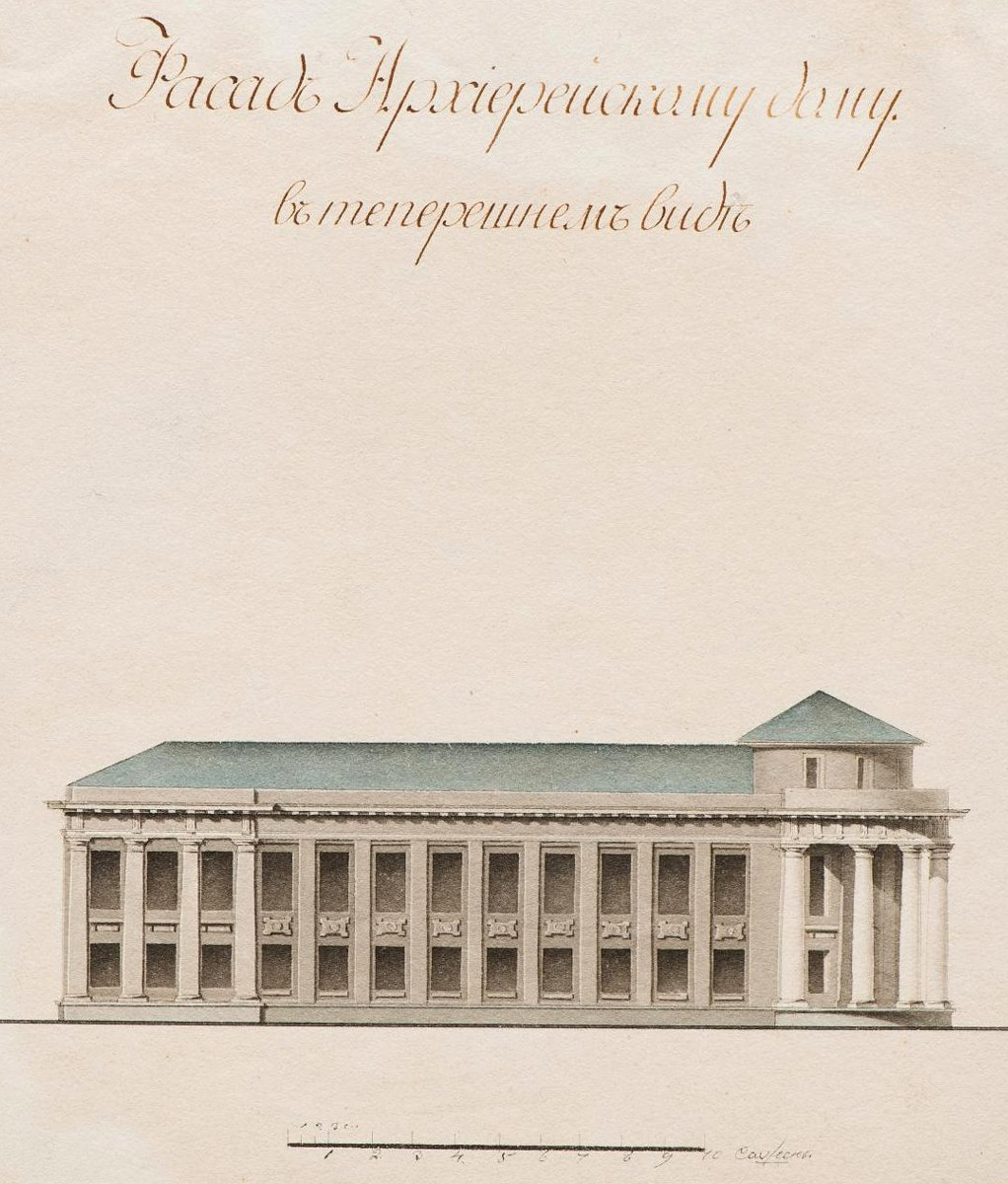
Архиерейский дом. Боковой фасад в 1810-х гг.

В 1667 году участок перешёл в собственность Чудова монастыря. По указу Синода в 1744-м на этой территории построили жилой дом для главы Московской епархии. Архиерейский дом имел угловатую форму, главный фасад выходил на Ивановскую площадь и был отгорожен от неё каменным забором. Согласно плану дома, составленному археологом Александром Вельтманом, здание стояло в отдалении от монастырских построек и храмов.
В 1771 году в Москве разгорелась эпидемия чумы. Чтобы замедлить распространение болезни, архиепископ Амвросий попытался сократить массовое скопление верующих, идущих на поклон к святыням. По его указанию из часовни у Варварских ворот убрали высокочтимую икону Боголюбской Божией Матери. Разгневанная этим толпа ворвалась на территорию Кремля и принялась крушить архиерейский дом. Сам Амвросий успел укрыться от мародёров в Донском монастыре, но на следующий день был схвачен и убит. К моменту, когда войска под руководством Петра Еропкина смогли погасить восстание, архиерейский дом был полностью разгромлен.
В 1775 году Екатерина II назначила главой Московской епархии Платона, служившего придворным проповедником и учителем наследника престола Павла I. Заняв пост, он начал строительство нового дома, на который императрица выделила 40 000 рублей. Руководителем проекта стал известный архитектор Матвей Казаков. Ранее он уже строил для Платона архиерейские палаты в Твери.
Новое здание также расположилось на углу Ивановской площади и Спасской улицы и было выполнено в стиле классицизма. Главным украшением дома стала полуротонда с четырьмя тосканскими колоннами, увенчанная бельведером с вензелем архиепископа. Первый этаж здания имел невысокие сводчатые потолки и использовался в основном под кладовые, апартаменты митрополита расположились в бельэтаже. В восточном углу дома находилась домовая церковь Петра и Павла, иконостас для которой выполнил Казаков. Постройка почти вплотную прилегала к стенам монастыря, поэтому в народе дом прозвали Чудовым дворцом. В гостях у Платона нередко останавливались члены императорской семьи. В 1797 году во время коронации Павла I в архиерейском доме гостил цесаревич Александр Павлович.
В 1811 году митрополит Платон тяжело заболел, он был вынужден оставить пост и свою резиденцию. Во время оккупации Москвы в 1812-м пустующий дом священнослужителя был выбран Наполеоном для военного штаба.

### Малый Николаевский дворец

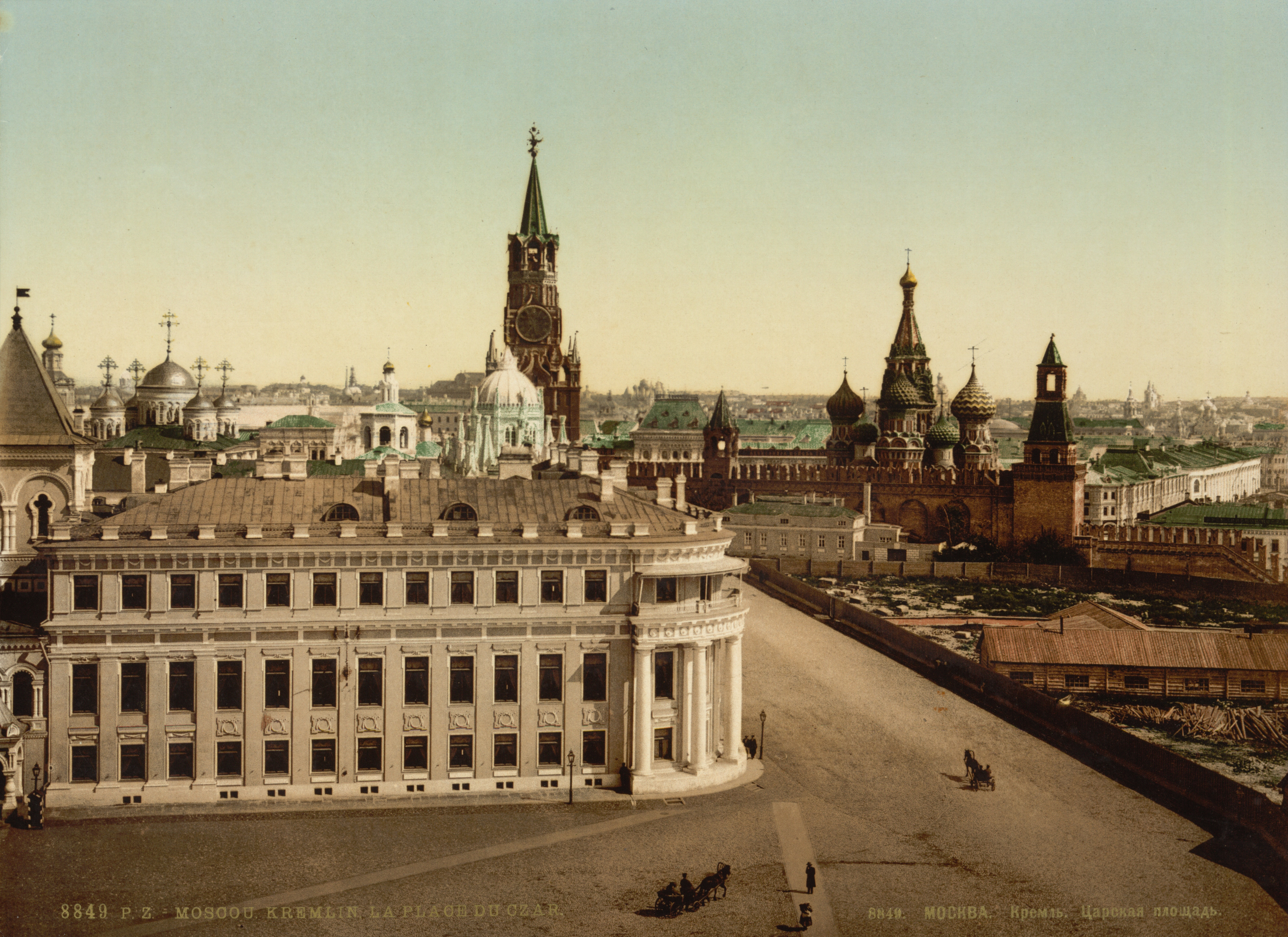
Вид на Малый Николаевский дворец с Колокольни Ивана Великого. 1896—1897 гг.

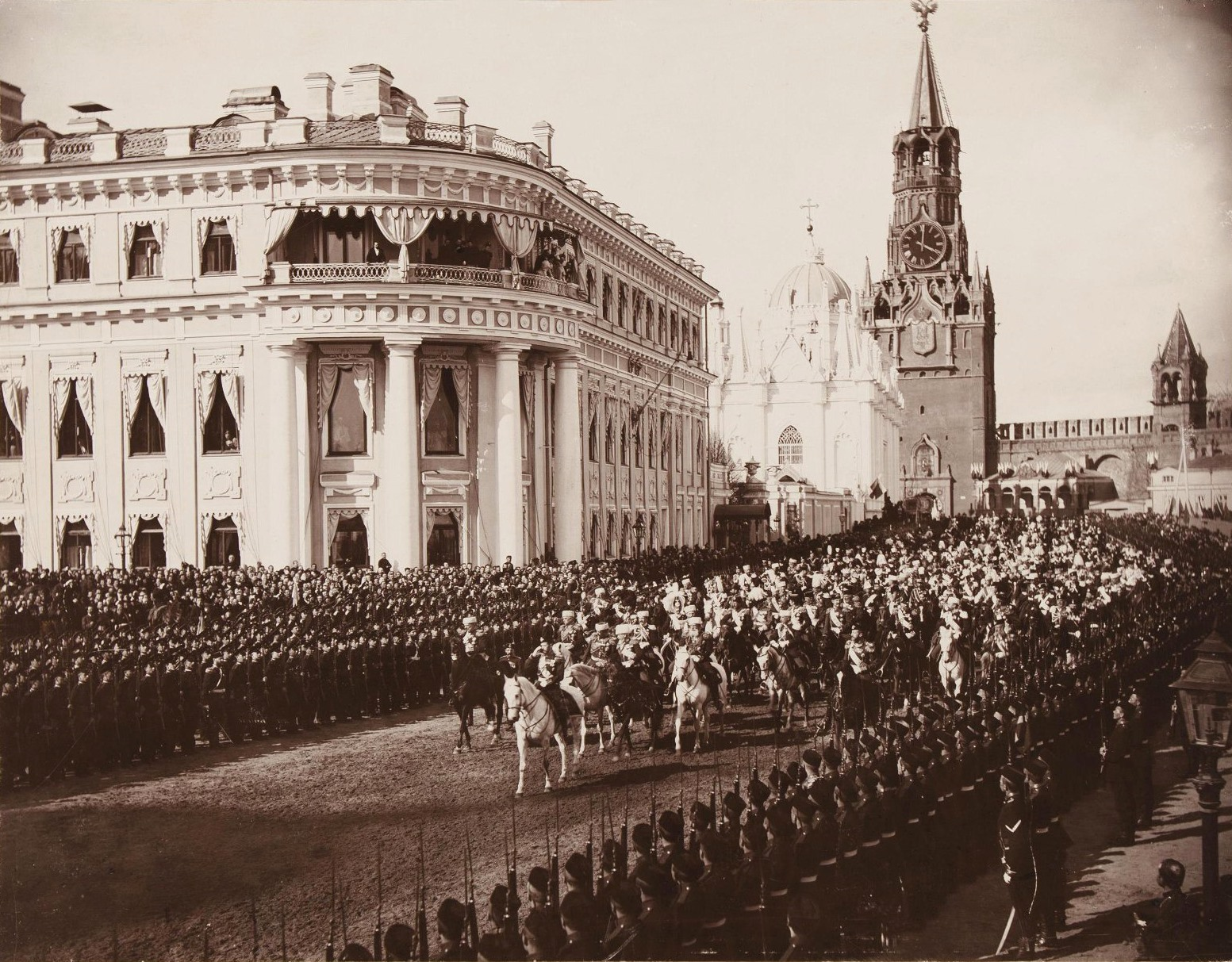
Коронация Николая II, на фоне — Малый Николаевский дворец, 1896 год

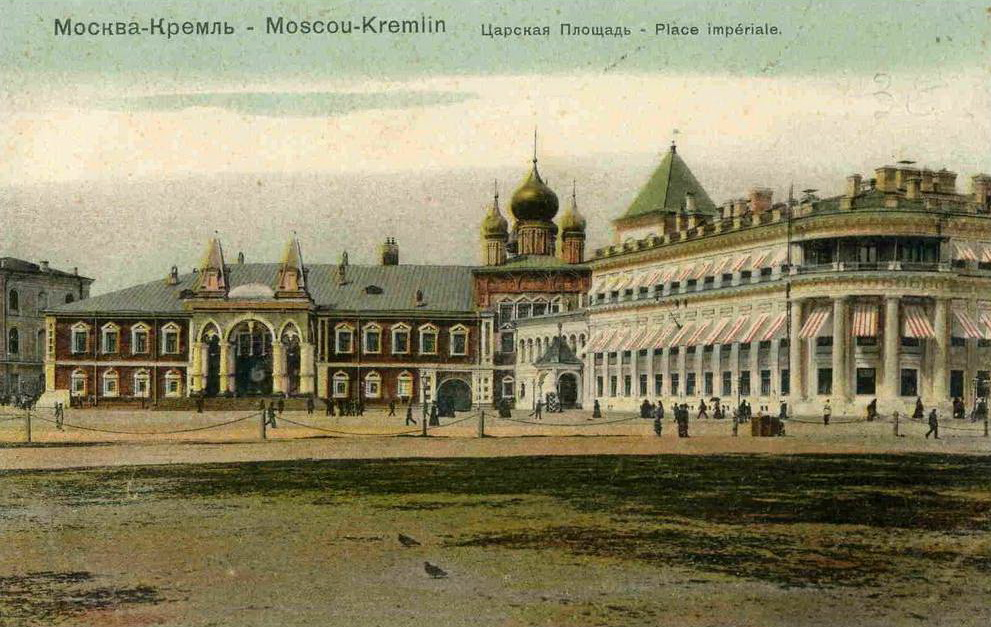
Царская площадь (Ивановская). Чудов монастырь и Малый Николаевский дворец. 1900-е годы

После освобождения Москвы пострадавшее от взрывов здание восстановили и к 1817 году передали в дворцовое управление. По велению Александра I его превратили в личную резиденцию великого князя Николая Павловича. По старинке дворец продолжали именовать Чудовым, а с 1831-го — Николаевским или Малым Кремлёвским, позднее два этих названия объединились.
До строительства Большого Кремлёвского дворца здание было главной резиденцией русских монархов во время пребывания в Москве. 17[29] апреля 1818 года в Малом Николаевском дворце родился будущий император Александр II, который считал его домом своего детства.
В 1824 году здание было перестроено. По приказу министра императорского двора князя Петра Волконского исполнение работ доверили Ивану Мироновскому. Согласно разработанному плану был надстроен третий деревянный этаж, облицованный снаружи кирпичом, в нём расположились детские комнаты и гардеробные. Нижний этаж заняла свита, а покои царской семьи разместились на втором этаже. Их стены облицевали искусственным мрамором и обили шёлковой материей. В угловой комнате над полуротондой находились застеклённые ниши, откуда хозяева дома могли приветствовать народ. Стены этого зала были также отделаны мрамором, украшенным в помпейском стиле художником-декоратором Джузеппе Артати.
Для перехода из дворца в церковь Святого Алексея, относящуюся к владениям Чудова монастыря, были устроены двухэтажные деревянные сени. В восточной части здания архитектор установил одноэтажный деревянный коридор, огибающий задний фасад дворца и выходящий на площадь. Он получил название Собственного подъезда Его Величества.
8 сентября 1826 года в Малом Николаевском дворце состоялся исторический разговор государя Николая I с Александром Пушкиным после ссылки в Михайловское. Искусствоведы отмечают, что именно это событие стало переломным моментом в творчестве драматурга. Известно также о беседе царя в стенах дома с другим поэтом — Александром Полежаевым, после которого юношу отправили на военную службу.
К концу правления Николай I задумал перестроить дворец в русском стиле. В 1851 году проект перепланировки был подготовлен архитектором Константином Тоном. Он включал в себя понижение крыши, строительство башни с винтовой лестницей, замену деревянных сеней каменными и возведение крыльца с шатровым куполом. Но в жизнь были воплощены только последние два пункта.
После смерти Николая I ассигнования на строительство прекратились, так как Александр II хотел сохранить прежний облик здания:
Мне гораздо приятнее иметь старый, исправленный без перемены дворец, чем вновь построенный с фасадом Тона.
Всего было предложено три проекта реконструкции обветшалого здания: архитектором Николаем Чичаговым в 1857 году, Фёдором Рихтером в 1866-м и Петром Герасимовым в 1868-м. Но все они были отклонены, поскольку подразумевали полную перестройку.
В 1872 году восстановить здание поручили реставратору Николаю Шохину. Главными условиями реконструкции были сохранение исторического облика и внутреннего убранства дворца, а также возможность императора в любое время посещать свою резиденцию. Шохин укрепил фундамент, заменил деревянные перекрытия третьего этажа каменными, установил подъёмную машину в вестибюле здания, перестроил подвальные помещения и водопровод. Во время работ строители наткнулись на массовые захоронения, которые были заново погребены позади внутреннего сада, вблизи Собора Чуда Архангела Михаила. По велению императрицы Марии Александровны военный инженер Генрих Войницкий спроектировал для резиденции такие же системы обогрева, как и в Зимнем дворце. Реставрация обошлась в 400 тысяч рублей и была окончена в 1878 году.
В 1905-м в Малом Николаевском дворце поселился великий князь Сергей Александрович. Он получал письма с угрозами и полагал, что в кремлёвской резиденции легче обеспечить его безопасность. Однако 4 февраля он был убит по пути из дворца в дом московского генерал-губернатора.

### Демонтаж Малого Николаевского дворца

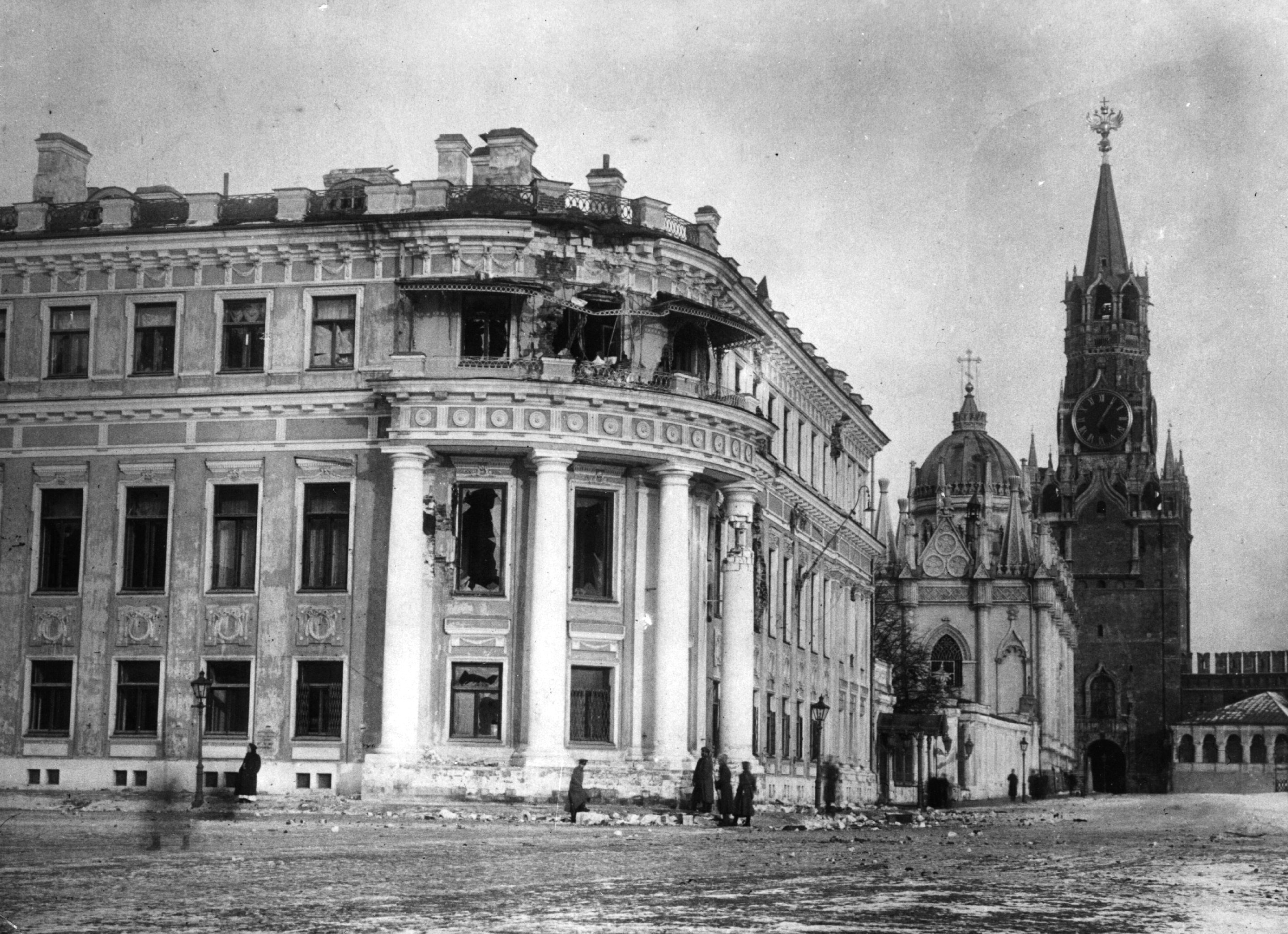
Малый Николаевский дворец после обстрела Кремля, 1917 год

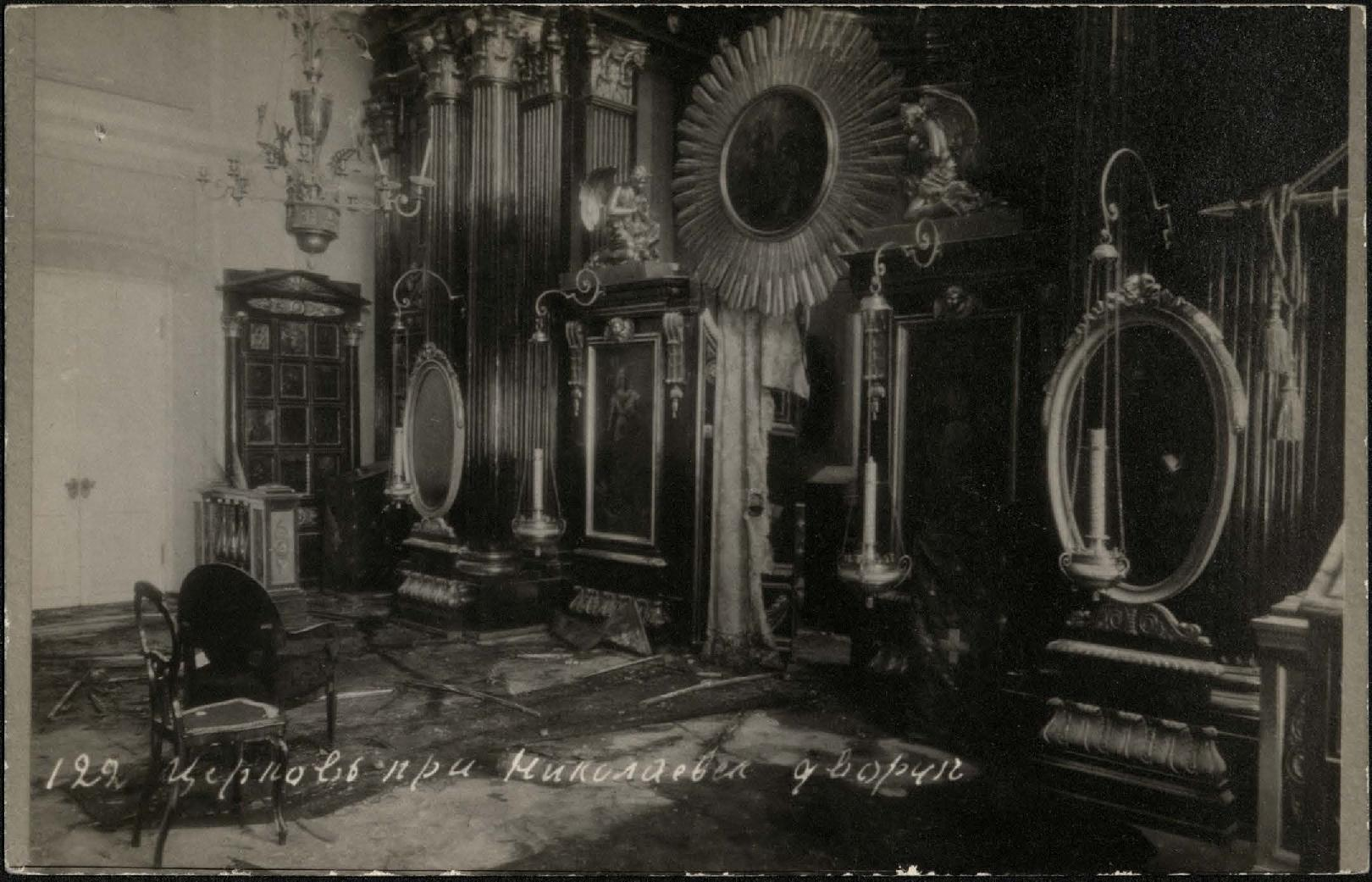
Иконостас в домовой церкви Петра и Павла после обстрела дворца, 1917 год

Во время октябрьского вооружённого восстания 1917 года в Москве Малый Николаевский дворец стал штабом юнкеров, поддерживающих Комитет общественной безопасности. Поэтому здание послужило мишенью для красногвардейцев и пострадало сильнее, чем другие кремлёвские постройки. Два 48-линейных артиллерийских орудия, из которых обстреливали дворец и Спасские ворота, были установлены на юго-западном склоне Таганского холма, именуемом Швивой горкой. Митрополит Нестор так описывал разрушения:
Малый Николаевский дворец… сильно пострадал от орудийного разгрома. Снаружи видны громадные сквозные пробоины. Внутри тоже всё разрушено, и когда мне пришлось обойти все комнаты, то я увидел картину полного разгрома. Громадные зеркала и прочая обстановка дворца варварски разбивались и разрушались. Шкафы разбиты, книги, дела и бумаги разбросаны по всем комнатам… Церковь пробита снарядом и разгромлена. Иконостас разбит, сотрясением взрывов распахнулись царские врата, и завеса церковная разорвана надвое. Отсюда расхищено много ценных икон.
6 июля 1918 года дворец снова пострадал во время обстрела Кремля поднявшими восстание левыми эсерами. Летом того же года дом был реконструирован по указанию Владимира Ленина, и в 1919-м в этом здании разместились Первые московские советские пулемётные курсы по подготовке командного состава РККА. В домовой церкви Петра и Павла расположили аудиторию, позднее её занимали художественная и скульптурная мастерские клуба сотрудников ВЦИК. Попытки Народного комиссариата просвещения сохранить иконостас работы Казакова не увенчались успехом, и в 1923 году его демонтировали.
В 1929-м Малый Николаевский дворец был разобран, несмотря на заявления музейных работников о высокой художественной ценности объекта. В 1932—1934 годах на его месте возвели 14-й корпус, ставший первой постройкой на территории Кремля после революции. По распространённой версии автором проекта стал Иван Рерберг, но некоторые исследователи утверждают, что архитектором был Владимир Апышков.
Изначально в 14-м корпусе Кремля располагалась объединённая военная школа РККА, а с 1968-го в Круглом зале этого здания проходили заседания палат Верховного Совета СССР. Позднее внутри разместились резервный кабинет и администрация президента России.

## Современность
В 2014 году двухлетние реставрационные работы в 14-м корпусе прекратили из-за решения демонтировать здание. Долгое время ходили предположения о возможности восстановления архитектурных памятников — Чудова монастыря и Малого Николаевского дворца. Но в 2017-м директор музеев Московского Кремля заявил, что на территории новое строительство не планируется.
В мае 2016 года на месте бывшего административного корпуса открыли парк, который стал частью нового туристического маршрута. Главными его достопримечательностями являются застеклённые шурфы, открывающие фрагменты фундамента Малого Николаевского дворца, Вознесенского и Чудова монастырей. В 2017-м в центре искусств, находившемся на территории храма Христа Спасителя, был представлен исторический фильм с кадрами 3D-реконструкции дворца.